# Акінак
Акіна́к (грец. ἀκῑνάκης, ου ὁ) — короткий меч, який був поширений серед іраномовних народів Східного Середземномор'я, зокрема персів, мідян та скіфів. Грекомовні автори минулого називали акінаками скіфські короткі мечі.
Євген Черненко довів, що називати скіфський меч акінаком не можна через основні розбіжності між скіфськими мечами та акінаком: в останніх перехрестя завжди входять в піхви, чого ніколи не буває у скіфських мечів, закінчення піхов (бутероль) широке і чітко відокремлене від них, вища та іншої форми бокова лопать.

## Опис
Акінаки коротші за скіфські мечі. Руків'я поділяється на навершя, власне руків'я та перехрестя (ефес). Вихід з піхов називається устям, з боку — бокова лопать. Форма навершя і перехрестя — типологічний та хронологічний індикатор. Архаїчні (VII — VI ст. до н. е.) скіфські мечі мали прямокутне або брускоподібне навершя і перехрестя з прямим верхнім і заокругленим нижнім краєм (метеликоподібне). Хронологічною ознакою є також петля на верхньому краї руків'я (для прив'язування темляка).
У V ст. до н. е. з'являються антеноподібні та зооморфні навершя, перехрестя — овальні із заглибленням у нижній частині (ниркоподібне). IV ст. до н. е. навершя частіше овальне, перехрестя — трикутне (серцеподібне). Середня довжина скіфського меча — 40 — 60, ширина — 4,5 — 6 см. Парадні екземпляри мали обтягнуті золотим листом руків'я та піхви, прикрашені зображеннями у звіриному стилі.
Сюжети на піхвах деяких мечів повторюються (Чортомлик, Єлизаветівка, Товста Могила), утворюючи серію. Такі речі виготовлялися античними майстрами на замовлення скіфів. Самі піхви дерев'яні обтягнуті фарбованою шкірою. Від верхньої частини вбік відходила підтрикутна лопать, на якій меч кріпився до пояса. Судячи з зображень, скіфські мечі носили з правого боку, ближче до середини пояса. На кінцях піхов — розширення (бутеролі) — найчастіше невеликі, іноді (Солоха) — значні.

## Зберігання в музейних установах України
В Полтавському краєзнавчому музеї імені Василя Кричевського перебуває на зберіганні виготовлений з заліза скіфський кинджал VII-початку VI ст. до н. е., який був знайдений на території Миколаївського лісу Регіонального ландшафтного парку «Диканський». Загальна довжина кинджалу — 26,8 см, його ширина — 3,0 см. Ширина перехрестя — 4,7 см, довжина руків’я — 7,8 см, довжина навершя — 6,3 см. 
Перехрестя кинджала — акуратне метеликоподібне, середньої масивності. Руків’я утворене трьома потовщеннями — пружчастими валиками, округлими у перетині, між якими існують два чітко виражені жолобки. Навершя — брускоподібне, з більш-менш плавно вигнутою верхньою частиною та спрямленою нижньою. У плані воно має видовжену ромбічну форму.
Леза двосічного клинка ромбоподібного перетину плавно звужуються до вістря. По всьому клинку леза симетрично розділені вісьовим і добре помітним кутом перегину, підкресленим із обох боків двома тонкими рівномірними жолобками, що завершуються перед вістрям. Таке оформлення клинка вочевидь слугувало також для підсилення своєрідного ребра жорсткості лезової частини цього предмету озброєння. 

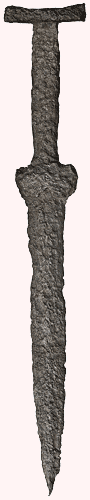
Скіфський короткий меч
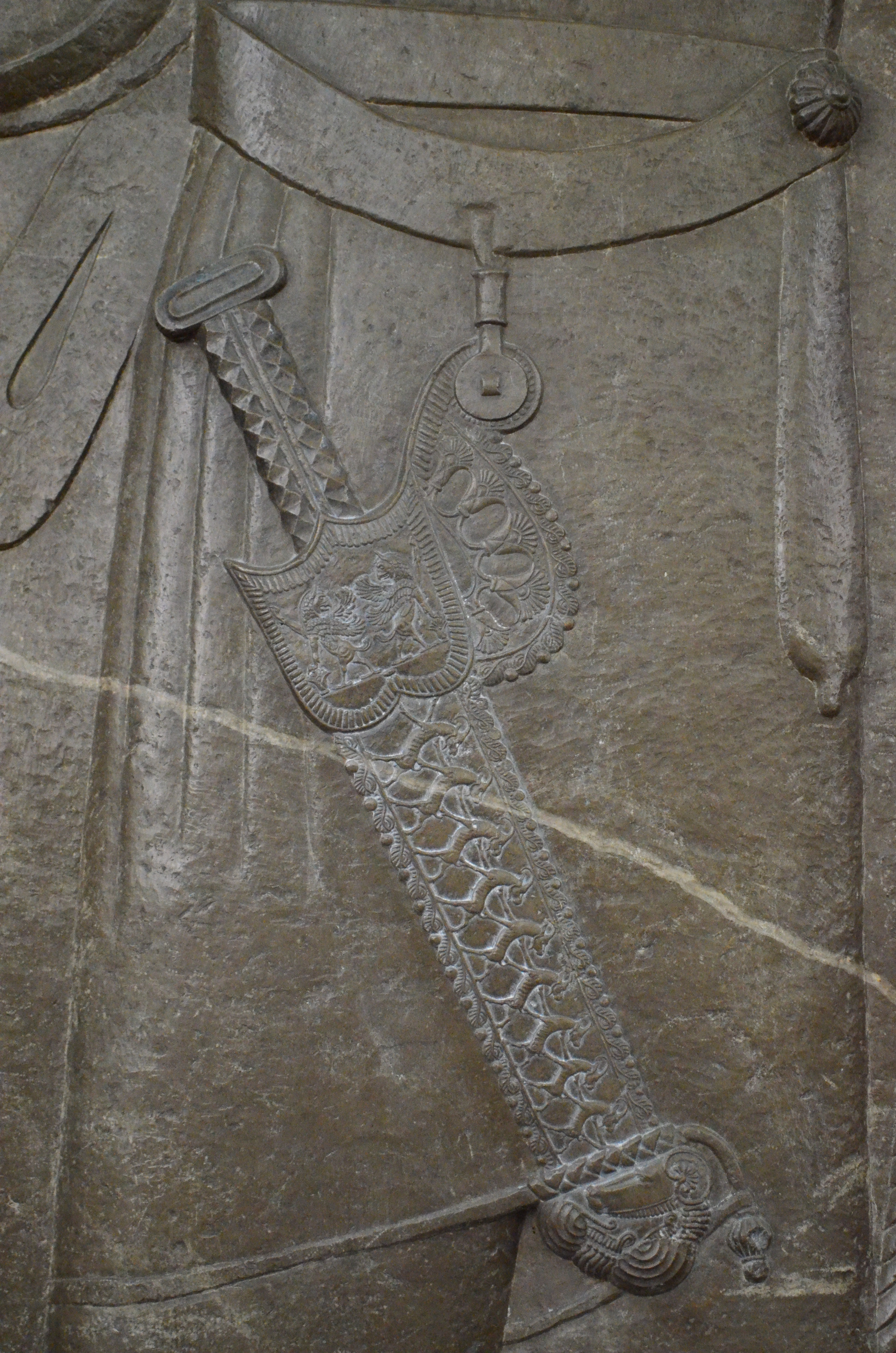
Перський акінак та спосіб його носіння. Деталь кам'яного рельефу із палацу Дарія I в Персеполі, поч. 5 ст. до н.е.